# Катехол
Катехолът (други наименования: пирокатехол и 1,2-дихидроксибензен) е токсично органично съединение, чиято формула е C6H4(OH)2. Съединението се явява ортоизомер на бензодиола. Представлява бяло кристално вещество, срещащо се в природата в минимални количества. Съединението е открито за пръв път чрез деструктивна дестилация на растителен екстракт на катехин. Около 20 000 тона от веществото се произвеждат на годишна база. Веществото се явява прекурсор в производството на пестициди, овкусители и ароматизатори. Кристалите му са силно разтворими във вода.
1. ↑  pyrocatechol //  PubChem.   Посетен на 17 ноември 2016 г. (на английски)